# Eupodotis rueppellii
A abetarda de Rüppell ou sisão de Damara (Eupodotis rueppellii) é uma ave da família Otididae. É autóctone do sudoeste Áfricano (Angola e Namíbia), sendo o seu habitat típico semi-desértico.
É uma Abetarda relactivamente pequena , (aproximadamente 60 cm de comprimento), a sua cabeça e pescoço são de cor cinza, com listas pretas até ao pescoço (menos acentuadas nas fêmeas).